# Jonathan Haze
Jonathan Haze (Pittsburgh, 1 de abril de 1929 – Los Angeles, 2 de novembro de 2024) foi um ator dos Estados Unidos.

## Início de carreira
Haze estava trabalhando em um posto de gasolina na Califórnia quando foi descoberto por Wyott Ordung. Ordung estava dirigindo o filme Monster from the Ocean Floor (1954), que estava sendo produzido por Corman, e ofereceu um pequeno papel para Haze.
Corman, três anos mais velho que Haze, ficou impressionado e escalou Haze em muitos de seus filmes nos dez anos seguintes, incluindo Apache Woman (1955), Day the World Ended (1955), Gunslinger (1956), The Oklahoma Woman (1956), It Conquered the World (1956), Swamp Women (1956), Naked Paradise (1957), Not of This Earth (1957), Rock All Night (1957), The Viking Women and the Sea Serpent (1957), Carnival Rock (1957), The Little Shop of Horrors (1960), and The Terror (1963).
Haze também apareceu em filmes não-Corman, como Bayou (1957), Stakeout on Dope Street (1958), Ghost of the China Sea (1958) e Forbidden Island (1959).

## Trabalho posterior
Em 1959, Haze estrelou o episódio "Terror Town" da série de televisão ocidental da NBC Cimarron City, estrelado por George Montgomery. Dan Duryea, que interpretou o mentor de uma empresa criminosa em prata, que é o meio-irmão do personagem de Haze.
Haze mais tarde se ramificou em outros aspectos do cinema. Em 1957, Haze vendeu seu primeiro roteiro para a Arrarat Productions. Intitulado The Monster of Nicholson Mesa, o filme era uma paródia de filmes de terror.  Ele escreveu o filme de ficção científica / comédia de 1962 Invasion of the Star Creatures. Ele também trabalhou na produção de filmes como Premature Burial (1962), The Terror (1963), Medium Cool (1969), Another Nice Mess (1972) e The Born Losers (1967).

## Morte
Haze morreu no dia 2 de novembro de 2024, aos 95 anos.